# Ваконе
Ваконе (італ. Vacone) — муніципалітет в Італії, у регіоні Лаціо,  провінція Рієті.
Ваконе розташоване на відстані близько 60 км на північ від Рима, 18 км на захід від Рієті.
Населення — 257 осіб (2014).

## Демографія
Населення за роками:

Станом на 1 січня 2023 року в муніципалітеті офіційно проживало 12 іноземців з 4 країн, серед них 9 громадян країн Євросоюзу.

## Сусідні муніципалітети
- Кальві-делл'Умбрія
- Конфіньї
- Коттанелло
- Монтазола
- Торрі-ін-Сабіна